# Интернирование Эдварда Герека
Интернирование Эдварда Герека (пол. Internowanie Edwarda Gierka) — изоляция и уголовное преследование группы отставных партийно-государственных руководителей ПНР во главе с Эдвардом Гереком. Происходило в период военного положения. Отражало внутрипартийные конфликты в ПОРП на фоне противостояния с Солидарностью. После отмены военного положения власти отказались от запланированного судебного процесса. Интернированные были освобождены и вскоре амнистированы.

## Кризисный контекст
Летом 1980 года Польшу захлестнула волна забастовок. На этот раз, в отличие от событий десятилетней давности, руководство правящей компартии ПОРП не решилось на военное насилие. Правительство ПНР заключило Августовские соглашения с межзаводскими забастовочными комитетами. Впервые в послевоенной Восточной Европе был легализован независимый профсоюз Солидарность.
6 сентября 1980 года состоялся пленум ЦК ПОРП. Был отправлен в отставку первый секретарь ЦК Эдвард Герек, во главе партии его сменил Станислав Каня. Кадровые изменения произошли на всех этажах партийно-государственной иерархии. Партия пыталась продемонстрировать серьёзность обновления, завоевать какое-то общественное доверие. Однако эти попытки в целом оставались безуспешными. Значительное большинство поляков связывало надежды на позитивные перемены не с ПОРП, а с «Солидарностью».
В правящем аппарате усиливалась внутренняя борьба. Выделились основные конкурирующие группы. Такие деятели, как Тадеуш Грабский, Стефан Ольшовский, Мирослав Милевский, Анджей Жабиньский, Станислав Кочёлек представляли ортодоксально-догматичный «партийный бетон». Им противостояло «либеральное» крыло — Мечислав Раковский, Юзеф Класа, Анджей Верблан, Тадеуш Фишбах, Кристин Домброва. Доминировали «центристы-прагматики» — Станислав Каня, Войцех Ярузельский, Казимеж Барциковский, Юзеф Пиньковский, Станислав Чосек. Враждуя между собой, они сходились на враждебности к Гереку и его окружению.
«Бетон» обвинял Герека в «отходе от марксизма-ленинизма», «ослаблении идеологического фронта», «попустительстве антисоциалистическим силам», «кабальной зависимости от западных кредитов». Реформисты-«либералы» упрекали Герека в «нарушениях социалистической демократии». Прагматики критиковали управленческую некомпетентность, «силезскую групповщину» и финансовые злоупотребления. Бюрократические группировки и кланы, ущемлённые при правлении Герека, стремились теперь усилить свои позиции и просто свести счёты. В этом плане особенно активен был Мечислав Мочар, вновь кооптированный в Политбюро. Его возвращение воспринималось как усиление «бетона» для борьбы с «Солидарностью» — однако Мочар в основном сосредоточился на персональной мести Гереку за свою вынужденную отставку в 1971.
В протестном движении видное место занимал антикоррупционный мотив, негодование демонстративным роскошеством номенклатуры. Наибольшее количество экономических преступлений обнаружилось в Телерадиокомитете, во главе которого стоял организатор массовой партийной пропаганды Мацей Щепаньский. Коррумпированность Щепаньского была широко известна задолго до 1980 года. Заявление прокуратуры о «наличии такого Щепаньского в каждом воеводстве» вызвало взрыв возмущения. Потоком шли требования расследовать источники доходов карьеристов, происхождение автомобилей, особняков и усадеб. Было очевидно, что высокопоставленные коррупционеры пользовались покровительством лично Эдварда Герека.
Ситуация принимала такой оборот, что секретарь ЦК ПОРП Здзислав Куровский разослал воеводским комитетам специальные инструкции по защите партийных функционеров от обвинений в коррупции, финансовых и имущественных злоупотреблениях. Но с другой стороны, партаппарат склонялся к «выпусканию пара» — показательному осуждению некоторых отставных руководителей и одиозных коррупционеров. Несколько человек, в том числе Щепаньский и бывший министр строительства Адам Глазур были арестованы по обвинениям в мошенничестве и взяточничестве.
По мере усиления конфронтации ПОРП с «Солидарностью» этот замысел становился всё актуальнее. На сентябрьском пленуме Каня говорил о «тяжёлой болезни» Герека как единственной причине его отставки и желал скорейшего выздоровления. Но то, что Каня, руководствуясь давними счётами, постарается жёстко отомстить Гереку, причём в унизительной форме, не вызывало сомнений. Уже в резолюции декабрьского пленума говорилось о «невозможности дальнейшего откладывания вопроса об ответственности товарища Герека за беззаконие в экономической политике и игнорирование критических мнений». Брался курс на показательный процесс — дабы списать кризис на отстранённую группу и обелить новое руководство. Такой «решительный шаг» должен был подтвердить провозглашённую Каней «программу социалистического обновления», оттеснить на задний план протестные лозунги «Солидарности».
Речь шла не только об Эдварде Гереке. Под ударом оказалась группировка «силезских технократов» и ближайшее герековское окружение. Вместе с бывшим первым секретарём привлекались бывшие премьер-министры Пётр Ярошевич, Эдвард Бабюх, бывшие члены Политбюро Здзислав Грудзень, Ежи Лукашевич, Ян Шидляк, Тадеуш Вжащик, бывшие министры Влодзимеж Лейчак, Францишек Каим, бывшие региональные партийные руководители Юзеф Майхжак, Ежи Засада, Ежи Смычиньский. Это были партийные, государственные, хозяйственные чиновники. Однако среди них практически не было силовиков — армейских генералов, милицейских комендантов, функционеров госбезопасности.

## Комиссия Грабского
29 апреля 1981 года ЦК ПОРП учредил орган с длинным названием: Комиссия по оценке достигнутого результата и ускорения работы по установлению личной ответственности членов ПОРП, выполняющих управленческие функции. Председателем комиссии был утверждён Тадеуш Грабский; обычно комиссию называли Комиссия Грабского.
В её состав вошли:
- Тадеуш Грабский — член Политбюро, секретарь ЦК ПОРП
- Юзеф Барыла — член ЦК ПОРП, генерал дивизии, заместитель министра национальной обороны ПНР, начальник Главного политического управления Народного Войска Польского
- Тадеуш Фишбах — кандидат в члены Политбюро, первый секретарь Гданьского воеводского комитета ПОРП
- Станислав Опалко — член ЦК, первый секретарь Тарнувского воеводского комитета ПОРП
- Генрик Шафраньский — член ЦК ПОРП, член Госсовета ПНР
- Эугениуш Ставиньский — член Центральной ревизионной комиссии ПОРП
- Анджей Василевский — член ЦК ПОРП, директор Государственного издательского института
- Ежи Путрамент — член ЦК ПОРП, писатель
- Зыгмунт Вроньский — член Политбюро ЦК ПОРП, рабочий-механик
- Адам Балдыс — член ЦК ПОРП, шахтёр
- Игнацы Драбик — член ЦК ПОРП, мастер-металлист
- Зофия Гжиб — член ЦК ПОРП, работница обувной фабрики
- Эдвард Пустельник — член ЦК ПОРП, рабочий судоверфи
- Станислав Крулик — член ЦК ПОРП, председатель сельхозкооператива
- Тадеуш Костёвский — член ЦК ПОРП, крестьянин

Назначение Грабского главой комиссии имело глубокий смысл. Грабский был не только лидером «бетона», но давним критиком Герека, имел с ним серьёзные номенклатурные счёты. На пленуме ЦК 13 декабря 1978 Грабский выступил с речью, на то время беспрецедентной не только для ПОРП, но и для всех правящих компартий. Партийный руководитель Конинского воеводства резко критиковал первого секретаря ЦК. После этого Грабский был снят с партийного поста — и вернулся в руководство ПОРП после падения Герека.
Генерал Барыла был видным представителем «бетона», проводником партийно-идеологического влияния в армии. Фишбах, напротив, считался «партийным либералом», близким к «горизонтальным структурам». Опалко позиционировался как «центрист». Другие члены комиссии, несмотря на формально высокие статусы в партии, реально не имели решающего голоса.
«Мотором» разоблачений являлся не входивший в комиссию Мочар, возглавлявший Верховную контрольную палату ПНР. Он заявлял, что собранный им компромат способен взорвать ситуацию. Параллельно уголовное расследование вела Генеральная прокуратура ПНР во главе с генпрокурором Люцианом Чубиньским.
Но несмотря на суровый тон официальных заявлений, многие руководители, в том числе Грабский, проявляли классовую солидарность номенклатуры. (Партийный секретарь Варшавы Кочёлек демонстративно выделил Грудзеню квартиру повышенной комфортности.) Они хорошо понимали, что судебная расправа над представителями номенклатурной элиты стала бы опасным прецедентом с непредсказуемыми последствиями. Не были желательны и глубокие разоблачения — практически все руководители 1981 года занимали высокие посты в ПНР 1970-х. Заведующий административным отделом ЦК Михал Атлас прямо говорил, что «деятельность комиссии Грабского может быть использована для атаки на Каню и Ярузельского».
Привлечённые по партийному и прокурорскому расследованию не признавали своей вины. Представ перед комиссией, Герек обвинял большинство ЦК в саботаже и торпедировании его разумных указаний. Ярошевич винил партийно-политическое руководство в срыве его хозяйственных инициатив. Аналогично выступал Вжащик. Бабюх говорил, что коррупционные схемы порождались «организационным психозом». Глазур вообще шантажировал следствие: угрожал раскрыть конфиденциальную информацию о закулисной стороне польско-советских торговых связей (подарки, имевшие признаки взяток, некомпетентность при заключении подрядов на строительство газопровода «Союз») и просил тогда не возлагать на него ответственность за советскую интервенцию. Иначе, с достоинством и сдержанностью, отвечал только Шидляк: он детально разбирал доводы обвинения и указывал на пробелы и несообразности.
Заключение комиссии было подготовлено в июне и представлено в июле 1981 года IX чрезвычайному съезду ПОРП. Обвинения касались в основном махинаций с финансами и недвижимостью. Например, Гереку вменялись нарушения при постройке частных домов в Катовице и Устрони, получение дорогих подарков от Щепаньского; Грудзеню — постройка виллы в Катовице за государственный счёт; Вжащику и Каиму — махинации с ваучерами на покупку автомобиля и т. п. Более серьёзны были обвинения в отношении Ярошевича — манипулирование государственными инвестиционными планами наносили серьёзный экономический ущерб.
Отчёт Грабского на съезде был выдержан в снисходительно-примирительной тональности. Он предлагал ограничиться взысканиями и даже не исключать из партии Герека и его сподвижников. Многие делегаты IX съезда, особенно рабочие, были членами «Солидарности». Выступление Грабского вызвало резкое недовольство и возмущение. Один из делегатов назвал отчёт «настолько плохим, что даже не поспоришь». Грабский потерпел поражение при выборах ЦК и покинул партийное руководство. Герек и другие фигуранты расследования было исключены из ПОРП.
Высшее руководство ужесточило позицию по данному вопросу — но по иным соображениям, нежели рядовые делегаты съезда. Противостояние с «Солидарностью» принимало драматичные формы. Не позднее августа было принято негласное решение об аресте и судебном процессе над «лицами, несущими ответственность за кризис». Оно окончательно утвердилось в сентябре-октябре 1981, когда руководство ПОРП взяло курс на силовое подавление «Солидарности» и установление в ПНР военного режима. Этот план имел не юридическую, а сугубо политическую подоплеку, доказательства вины не имели большого значения. «Подведение черты под эпохой Герека» должно было закрепить непререкаемый статус нового партийно-государственного руководства. Вина за кризис снималась с правящей партии и возлагалась на небольшую группу бюрократов.

## Интернирование

### Доставка в изоляцию
13 декабря 1981 года в Польше было введено военное положение. Власть перешла к Военному совету национального спасения (WRON). Генерал армии Войцех Ярузельский совместил посты председателя WRON, первого секретаря ЦК ПОРП, председателя Совета министров ПНР и министра национальной обороны ПНР. Армейские части, милиция, ЗОМО и госбезопасность жёстко подавили массовые протесты. Были интернированы почти десять тысяч активистов «Солидарности» и других оппозиционных организаций. Но в официальном сообщении говорилось также об изоляции «группы лиц, несущих ответственность за кризис». Конкретно были упомянуты Герек, Ярошевич, Грудзень, Лукашевич, Вжащик «и другие».
В ночь на 13 декабря офицеры Бюро охраны правительства (BOR) приступили к интернированию бывших партийно-государственных руководителей. Милицейские комендатуры получили особое предписание оказывать всемерное содействие. Эдвард Герек находился в том самом катовицком доме. Задержание производила спецгруппа BOR и милиции. Поначалу Герек не хотел открывать дверь, но уступил после телефонного разговора с воеводским комендантом милиции полковником Ежи Грубой.
По данной категории в общей сложности интернировались 37 человек:
- Эдвард Герек — бывший первый секретарь ЦК ПОРП
- Пётр Ярошевич — бывший член Политбюро ЦК ПОРП, председатель Совета министров ПНР
- Эдвард Бабюх — бывший член Политбюро ЦК ПОРП, председатель Совета министров ПНР
- Здзислав Грудзень — бывший член Политбюро ЦК ПОРП, первый секретарь Катовицкого воеводского комитета
- Ежи Лукашевич — бывший член Политбюро, секретарь ЦК ПОРП,
- Тадеуш Вжащик — бывший член Политбюро, заместитель председателя Совета министров, министр машиностроительной промышленности ПНР
- Ян Шидляк — бывший член Политбюро, секретарь ЦК ПОРП, заместитель председателя Совета министров ПНР, председатель Центрального совета профсоюзов
- Тадеуш Пыка — бывший кандидат в члены Политбюро ЦК ПОРП, заместитель председатель Совета министров ПНР
- Здзислав Жандаровский — бывший кандидат в члены Политбюро, секретарь ЦК ПОРП
- Францишек Каим — бывший член ЦК ПОРП, заместитель председателя Совета министров, министр металлургической промышленности ПНР
- Влодзимеж Лейчак — бывший член ЦК ПОРП, министр горнодобычи и энергетики ПНР
- Веслав Кичан — бывший заместитель министра горнодобычи и энергетики ПНР
- Ян Шотек — бывший заместитель министра машиностроения ПНР
- Юзеф Гренда — бывший заместитель министра здравоохранения и соцобеспечения ПНР
- Юзеф Майхжак — бывший первый секретарь Быдгощского воеводского комитета ПОРП
- Ежи Засада — бывший первый секретарь Познанского воеводского комитета ПОРП
- Людвик Дрождж — бывший первый секретарь Вроцлавского воеводского комитета ПОРП
- Ежи Смычиньский — бывший первый секретарь Остроленкского воеводского комитета ПОРП
- Эдмунд Леманн — бывший Быдгощский воевода
- Збигнев Надратовский — бывший Вроцлавский воевода
- Эдвард Добия — бывший Влоцлавский воевода
- Пшемыслав Пискорский — бывший Влоцлавский воевода
- Ян Пшитарский — бывший Торуньский воевода
- Ян Стемпень — бывший Слупский воевода
- Антоний Крысяк — бывший Ченстоховский воевода
- Мирослав Вержбицкий — бывший Ченстоховский воевода
- Станислав Юрашек — бывший Замойский воевода
- Юзеф Лабудек — бывший Бельский воевода
- Анджей Сливиньский — бывший Пильский воевода
- Збигнев Мрукович — бывший Ченстоховский вице-воевода
- Влодзимеж Тырас — бывший Слупский вице-воевода
- Владислав Слебода — бывший президент Познани
- Бернард Коковский — бывший президент Кошалина
- Ян Пискорский — бывший президент Замосци
- Марек Волыняк — бывший вице-президент Плоцка
- Анджей Зайдель — бывший вице-президент Плоцка
- Тереза Анджеевская — бывший председатель Главного комитета по туризму

Задержанные в разных городах свозились автотранспортом в соответствующие комендатуры милиции, затем — в подготовленные центры содержания. Герек несколько дней находился в Промнике (Нове-Място-над-Пилицон), остальные в Юрате (Ястарня). 17 декабря все они были доставлены на вертолёте на военный полигон Дравско и оттуда вывезены на автобусе в единый центр интернирования данной категории.

### Условия содержания
Центр содержания «VIP-интернированных» располагался в селении Глембоке (Дравский повят, тогда Кошалинское, ныне Западно-Поморское воеводство). Выбор места был весьма продуман. Все лагеря интернирования находились в ведении МВД, в комендатурах служили офицеры милиции, охрану несли ЗОМО. Но поблизости от Глембоке, в Дравско, находится Учебно-тренировочный центр сухопутных войск с крупнейшим в стране полигоном. В данном случае помещения выделялись по линии министерства обороны. Это обеспечивало армейский контроль в дополнение к милицейскому. (Аналогично строилось управление центром интернирования в Явожно, где содержалась «интеллигентская элита „Солидарности“» — Тадеуш Мазовецкий, Бронислав Геремек, Бронислав Коморовский, Владислав Бартошевский.)
Комендантом центра интернирования в Глембоке был поручик милиции Эугениуш Казенко, его заместителем — поручик Здзислав Камедула. Армейское наблюдение осуществляли комендант Дравского полигона полковник Михал Перковский и подполковник военной контрразведки Генрик Гут.
Бывших руководителей охраняла сводная группа МВД — пятнадцать милиционеров, бойцов ЗОМО и сотрудников BOR. Хозяйственные работы выполняли женщины из вольнонаёмного гражданского персонала — администратор и бухгалтер (мать и дочь), официантка и уборщица. Круглосуточно дежурили врач и медсестра. Допускались посещения интернированных священником, но бывшие деятели ПОРП, даже исключённые из партии, отказались от этого как марксисты и атеисты.
Условия содержания в Глембоке были «лучше, чем у интернированных активистов „Солидарности“, но хуже, чем у Леха Валенсы». В отличие от других лагерей, здесь не было заборов и проволочных ограждений. Интернированные размещались в двухместных комнатах, Ярошевич в одноместной. В коридоре работал телевизор (Ярошевич ставил вопрос о замене чёрно-белого на цветной с большим экраном). Питание определялась нормами армейских пайков и впоследствии было улучшено (мясные блюда, витаминные салаты, по праздникам сладости). О скученных камерах, пребывании на морозе, принудительном труде, тем более избиениях не было речи.
С другой стороны, при прибытии группы здание совершенно не подходило для размещение почти сорока человек. Многие стёкла были выбиты в декабрьский мороз. Не работала сантехника. В первый месяц ежедневная прогулка продолжалась не более пятнадцати минут под автоматами ЗОМО. А главное, охранники относились к бывшим сановникам враждебно и агрессивно. Первые слова, услышанные при выходе из автобуса, были: «Воры приехали!». Комендант пригласил к столу конвой BOR — и при этом сказал, что сегодня он «не намерен кормить этих». Интернированные получили на первый ужин лишь по чашке чая и по куску хлеба с маслом. Им пригрозили на первую ночь разместить в палатках во дворе — на самом деле такое не планировалось, но угроза выразила демонстративное пренебрежение. Военные и сотрудники BOR даже вынуждены были одёргивать милицейскую охрану.
Женщины из гражданского персонала относились к интернированным более лояльно и сочувственно. 6 января 1982, в день 69-летия Герека, официантка передала ему плитку шоколада. Это вызвало скандал и расследование, шоколад изъяли охранники.
Среди интернированных сохранялась прежняя иерархия. Функции своего рода старосты принял Ярошевич, но положение «первого» оставалось за Гереком. Проявляться это могло теперь в очень скромных формах. Например, вставать из-за стола всем полагалось только после того, как трапезу заканчивал бывший первый секретарь. Общение между собой интернированным разрешалось. Излюбленной темой бесед являлась теория заговора и её роль в истории (Герек до ко конца был уверен, что забастовки августа 1980 организовал Каня в сговоре с Валенсой). Особую роль играла в группе единственная женщина — Анджеевская: она взяла на себя повседневные бытовые заботы, вроде шитья
Немолодые люди, привыкшие к привилегиям, очень болезненно переносили происходящее: «Партийным аристократам тяжело было в одночасье превратиться в ничто… Их настигла „карающая рука“, которой они так охотно пользовались раньше». Постоянно звучали жалобы на несправедливость судьбы, грубость обращения, предательство товарищей. Особенно деморализовывал тот факт, что лишение свободы и жестокое унижение пришли от недавних сподвижников. При этом отмечалось, что в отличие от деятелей «Солидарности», бывшие руководители ПОРП не могут рассчитывать на сочувствие и поддержку ни от поляков, ни от мировой общественности. Интернированных регулярно вывозили в Дравско-Поморске на многочасовые допросы в прокуратуре, что также оказывало сильное депрессивное действие. В письмах Герека и Кичана ощущались «нотки мученичества». Самообладание хранил только Ярошевич — выбравшись из автобуса, он с чёрным юмором сказал: «Слава Богу, мы дома» («VIP-интернированные» опасались, что их везут в СССР и там будут содержать в заключении или ссылке).
30 января 1982 года, после полутора месяцев интернирования, умер Здзислав Грудзень. Причиной смерти стал сердечный приступ. Прежде того он перенёс два инфаркта, заболел пневмонией и был направлен в военный госпиталь. Однако Грудзень по собственному желанию вернулся в Глембоке — на него производила очень тягостное впечатление милицейская охрана в больничной палате. Когда состояние Грудзеня вновь критически ухудшилось, его доставили в гражданский госпиталь, но реанимировать не удалось. На следующий день интернированные за завтраком почтили его память минутой молчания. Шидляк заявил, что «людей, перенесших два сердечных приступа, нельзя сажать в тюрьму». Однако подполковник Гут в рапорте объяснил смерть Грудзеня тем, что он «высокомерно отказывался от лекарств польского производства, не доверяя отечественной медицине». (При этом старший брат покойного генерал дивизии Мечислав Грудзень оставался министром, потом заместителем госсекретаря в правительстве Ярузельского.)
После смерти Грудзеня ситуацию в Глембоке взял на личный контроль министр внутренних дел генерал брони Чеслав Кищак. Условия содержания были улучшены. Ярошевич прошёл обследование в варшавском Институте кардиологии. Все необходимые процедуры были выполнены, но медики проявляли такую отчуждённость, что сопровождающий офицер BOR потребовал объяснений. Ему ответили, что в своё время привилегии высших руководителей стоили жизни пациенту.
Постепенно интернированных переводили из Глембоке на новое место содержания в Промник. Условия там были гораздо комфортнее — ранее этот жилой комплекс использовался как санаторий Совета министров ПНР.

### Политический торг
Интернирование группы Герека имело серьёзное политическое значение. Это был крупный пропагандистский козырь. Правящий WRON и лично генерал Ярузельский демонстрировали некую «справедливость и объективность». Изоляция бывших сановников ПОРП в каком-то смысле должна была «оправдать» преследования «Солидарности». Ярузельский принципиально настаивал на «равномерности правосудия». Для будущего процесса предполагалось создать специальный Государственный трибунал.
Политико-идеологические взгляды интернированных сановников ни в коей мере не изменились. Во всех принципиальных вопросах они разделяли позиции тех, кто их интернировал. 30 декабря 1981 года Герек, Ярошевич и Ян Пискорский направили письмо Ярузельскому с выражением полной поддержки: «Введение военного положения, создание WRON и его программу мы считаем единственно правильным способом защиты социализма, роли партии и места Польши в социалистическом содружестве. По мнению всех присутствующих здесь товарищей из бывшего руководства партии это максимально соответствует жизненным интересам нации».
Авторы напоминали о своих «заслугах в социалистическом строительстве». Они признавали некоторые «деформации» времён своего правления, но объясняли их тяжким наследием Владислава Гомулки, «подрывной деятельностью империализма», «усилением антикоммунистических группировок», «идеологическим наступлением церкви». Главной своей ошибкой Герек называл резолюцию пленума ЦК ПОРП от 30 августа 1980 — санкционировавшую создание независимых профсоюзов. Причиной он назвал «отсутствие политического воображения, которое позволило бы предсказать развитие контрреволюционных сил». Заканчивалось письмо просьбой об освобождении. В марте 1982 следующее послание подписали уже восемь интернированных: Герек, Бабюх, Каим, Лукашевич, Пыка, Шидляк, Вжащик, Жандаровский. Прочитав, Ярузельский отметил неизменность их мышления: «Они думают, всё решает руководство партии. Они хотят помочь партии. И скажут всё, что требуется».
Ярузельский отправил в Глембоке представительную делегацию — партийного куратора госбезопасности Мирослава Милевского, председателя Центральной контрольной комиссии Ежи Урбаньского, начальника канцелярии Совмина Мариана Рыбу. Они дали понять интернированным, что Ярузельский намерен умиротворить эмоции, навести порядок и выступления, подобные их письму, не являются своевременными.
Органы прокуратуры продолжали расследования уголовных дел в отношении Герека и его окружения. Органы госбезопасности склоняли интернированных сановников к внештатному сотрудничеству (чего прежде не допускалось в отношении партийных функционеров). Им настоятельно рекомендовали признать все обвинения, публично саморазоблачиться, осудить собственную деятельность, фактически поблагодарить Ярузельского за преследование и взять на себя всю вину за кризис в ПНР. Таких условий бывшие сановники принять не могли.
В марте 1982 года в Промнике побывал Казимеж Барциковский и вновь изложил условия от имени Ярузельского. Однако Герек резонно отметил, что на судебном процессе Каня и Ярузельский окажутся как минимум свидетелями, и вряд ли они в этом заинтересованы.
Однако ситуация объективно менялась. В течение 1982 года военный режим в целом подавил протестное движение. «Солидарность» была загнана в подполье, милитаризация экономики блокировала забастовочное движение. Над обществом установился жёсткий силовой контроль. В таких условиях суд над номенклатурой 1970-х уже не выглядел необходимым.
Доверенный советник Ежи Урбан приводил генералу Ярузельскому веские доводы против такого процесса. Коррупционные обвинения вели к публичной огласке номенклатурного образа жизни. Это неизбежно затронуло бы представителей действующей власти, да ещё в условиях военного положения, которое даже партаппаратчики называли «превращением Польши в новый Сальвадор». Обвинения же в «попустительстве антисоциалистическим силам», идеологической либерализации и установлении связей с Западом вызовут всплеск симпатий к Гереку и ностальгию по его правлению. И это при том, что в стране уже появилась поговорка: «Wracaj Gierek do koryta, lepszy złodziej niż bandyta — Верни Герека к корыту, вор лучше бандита». Постепенно Ярузельский склонялся согласиться с Урбаном.

## Прекращение и значение
31 декабря 1982 года был приостановлен режим военного положения. Началось освобождение интернированных. Деятели группы Герека в большинстве своём вышли из интернирования раньше. Последними освободились сам Эдвард Герек в Промнике и Ежи Засада в Глембоке.
Некоторые из них, включая Герека, оставались в статусе подследственных. Однако уголовные дела постепенно сворачивались — либо за нехваткой доказательств, либо за малозначимостью, либо за отсутствием состава (постройка вилл, например, могла быть обоснована инвестиционными планами). В итоге перед судом предстали Щепаньский и Глазур. Первый был приговорён к восьми годам лишения свободы (освобождён по состоянию здоровья после отбытия половины срока), второй к семи годам (впоследствии оправдан по апелляции).
22 июля 1983 года военное положение в Польше было отменено. План судебного процесса сузился, теперь перед Государственным трибуналом предполагалось лишь четверых — Ярошевича, Пыку, Шидляка и Вжащика. Но в июле 1984, в преддверии 40-летней годовщины ПНР, сейм принял закон об амнистии. Уголовное преследование как активистов «Солидарности», так и бывших функционеров ПОРП, формально прекращалось. Такой вариант власти посчитали наилучшим.
Никто из интернированных при военном положении сановников более не имел отношения к политике. Бурные события конца 1980-х и начала 1990-х — забастовочное движение, Круглый стол, победа «Солидарности» на выборах, формирование первого некоммунистического правительства, самоликвидация ПОРП, демонтаж ПНР и создание Третьей Речи Посполитой — прошли без их участия.
Интернирование Эдварда Герека и его окружение двойственно воспринимается в современной Польше. С одной стороны, отмечается «мера исторической справедливости: люди, ответственные за репрессии июня 1976 года, всё-таки побывали в тюрьме». С другой — «подобно активистам оппозиции, они были интернированы без суда, лишены права на защиту и даже не всегда информированы о предъявленных обвинениях».